# Betta bellica
Betta bellica е вид лъчеперка от семейство Osphronemidae.

## Разпространение
Видът е разпространен в Индонезия и Малайзия. Внесен е в Доминиканска република.